# Nikola Hajdin
Nikola Hajdin, (Никола Хајдин in cirillico) (Vrbovsko, 4 aprile 1923 – Belgrado, 17 luglio 2019), è stato un ingegnere serbo, presidente dell'Accademia di Scienze e Arti della Serbia di Belgrado.
Ha studiato a Belgrado, ed è l'ingegnere che ha progettato il Nuovo Ponte della Ferrovia a Belgrado e il Ponte della Libertà a Novi Sad, in Serbia. È stato anche professore universitario.